# عرق‌خانه

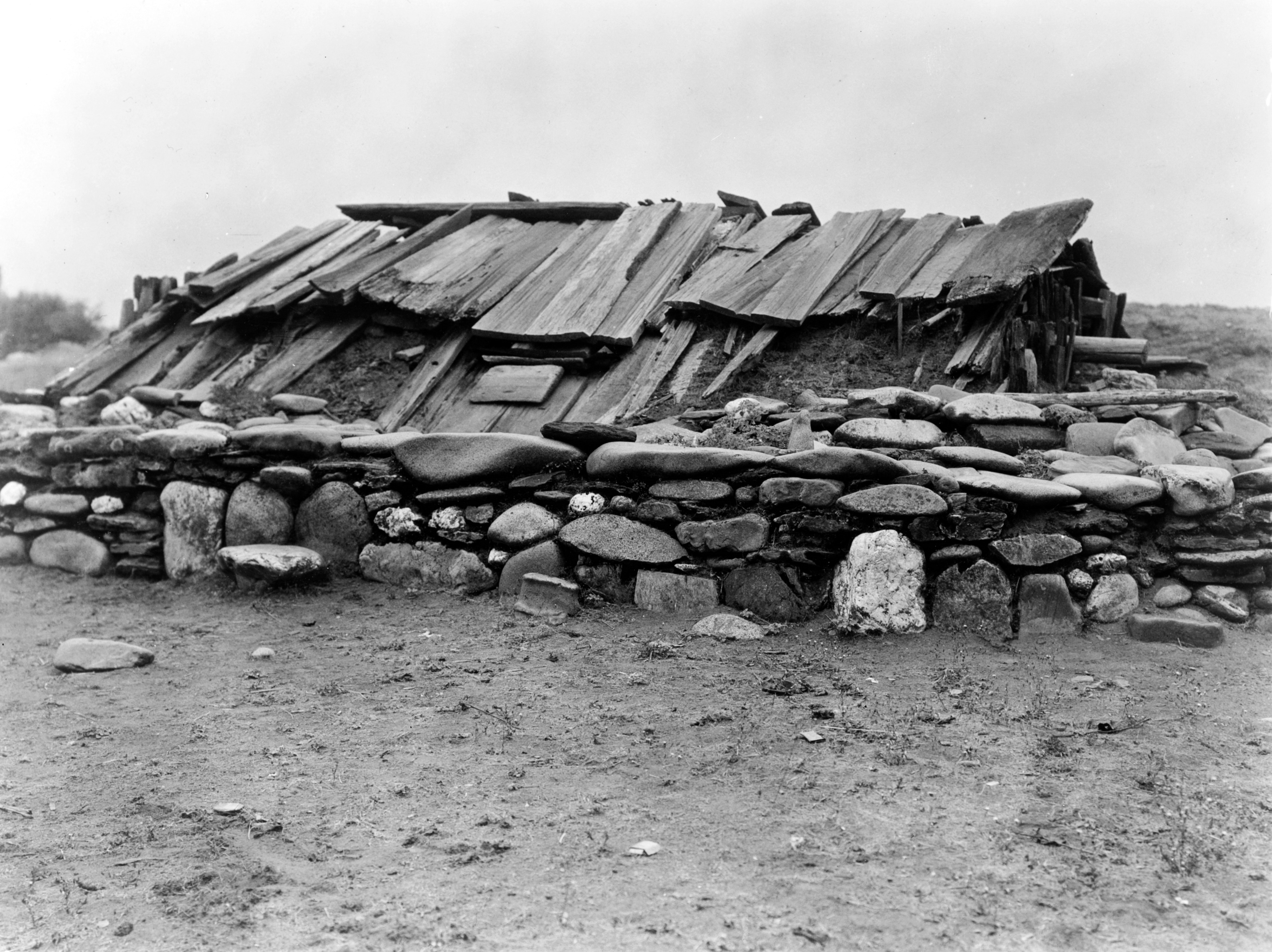
یک کلبه زیرزمینی سرخ‌پوستان هوپا که سقف آن با تخته‌های چوبی پوشانده شده و اطراف آن با دیوارهای سنگی بزرگ احاطه شده است.

عرق خانه کلبه‌ای به طور معمول گنبدی شکل بوده که از مواد طبیعی ساخته می شده و توسط ساکنان بومی قاره آمریکا یا همان سرخ‌پوستان برای مراسم‌هایی خاص چون حمام بخار تشریفاتی و دعا، مورد استفاده قرار می‌گرفته است.